# Hiei (couraçado)
O Hiei (比叡) foi um navio de guerra operado pela Marinha Imperial Japonesa e a segunda embarcação da Classe Kongō, depois do Kongō e seguido pelo Kirishima e Haruna. Sua construção começou em novembro de 1911 no Arsenal Naval de Yokosuka como um cruzador de batalha e foi lançado ao mar um ano depois, sendo comissionado na frota em agosto de 1914. Era armado com uma bateria principal de oito canhões de 356 milímetros, possuía inicialmente um deslocamento normal de mais de 27 mil toneladas e conseguia alcançar uma velocidade máxima de 27 nós.
O navio passou seus primeiros anos patrulhando as águas perto da China durante a Primeira Guerra Mundial e ajudou a resgatar sobreviventes do Grande Sismo de Kantō em 1923. Ele foi convertido em um navio de treinamento em 1929 para não ser desmontado pelos termos do Tratado Naval de Washington. Depois disso ele passou por uma grande reconstrução entre 1937 e 1940, em que sua blindagem foi reforçada, sua superestrutura reconstruída, seus maquinários substituídos, seus armamentos incrementados com uma defesa antiaérea maior, entre outras modificações.
Reclassificado como couraçado, o Hiei teve uma carreira ativa na Segunda Guerra Mundial. Ele escoltou porta-aviões no Ataque a Pearl Harbor em dezembro de 1941 e proporcionou suporte para a invasão das Índias Orientais Holandesas em março de 1942 e em ações no Oceano Índico no mês seguinte. Também esteve presente nas batalhas de Midway em junho, Salomão Orientais em agosto e Ilhas Santa Cruz em outubro. O Hiei foi afundado em 13 de novembro na Primeira Batalha Naval de Guadalcanal depois de ser danificado por navios e aeronaves norte-americanas.

## Características
O Hiei foi o segundo cruzador de batalha da Marinha Imperial Japonesa. A Classe Kongō era tão grande, cara e bem armada quanto um couraçado, porém abria mão de proteção para  alcançar uma velocidade maior. Eles foram projetados pelo engenheiro naval britânico George Thurston e encomendados em 1910 no Decreto de Expansão Naval Emergencial, em resposta ao britânico HMS Invincible. Os quatro membros da Classe Kongō foram projetados para se igualarem aos cruzadores de batalha operados pelas outras grandes potências navais da época. O tamanho de seus canhões principais e o nível de sua proteção de blindagem, que compunha 23,3 por cento de seu deslocamento em 1913, eram muito superiores a de todos os outros navios capitais japoneses da época.
Como originalmente construído, o Hiei tinha 214,58 metros de comprimento de fora a fora, uma boca de 28,04 metros, um calado de 8,22 metros e deslocamento normal de 27 384 toneladas. Seu sistema de propulsão tinha 36 caldeiras Kampon que impulsionavam duas turbinas a vapor Parsons, cada uma girando duas hélices, que foram projetadas para produzirem 65 mil cavalos-vapor (47,8 mil quilowatts) de potência. O Hiei alcançava uma velocidade máxima 27,5 nós (50,9 quilômetros por hora). Ele carregava 4,3 mil toneladas de carvão e mil toneladas de óleo combustível que era borrifado no carvão com o objetivo de aumentar sua taxa de queima, o que proporcionava um alcance de oito mil milhas náuticas (quinze mil quilômetros) a uma velocidade de catorze nós (26 quilômetros por hora).
A bateria principal do Hiei consistia em oito canhões de 356 milímetros. Estes eram montados em quatro torres de artilharia duplas, duas na proa e duas na popa. Seus armamentos secundários originalmente tinham dezesseis canhões calibre 50 de 152 milímetros montados em casamatas a meia-nau, além de oito canhões de 76 milímetros. O navio também foi equipado com com oito tubos de torpedo submersos de 533 milímetros. O cinturão de blindagem superior tinha 152 milímetros de espessura, enquanto o cinturão inferior tinha espessura de 203 milímetros, com eles se afinando para 76 milímetros próximo da proa e da popa. O convés era protegido por uma blindagem que ia desde 38 milímetros até setenta milímetros de espessura. As torres de artilharia tinham placas de blindagem de até 229 milímetros de espessura. Por fim, a proteção da torre de comando chegava em até 229 milímetros de espessura.

## História

### Primeiros anos

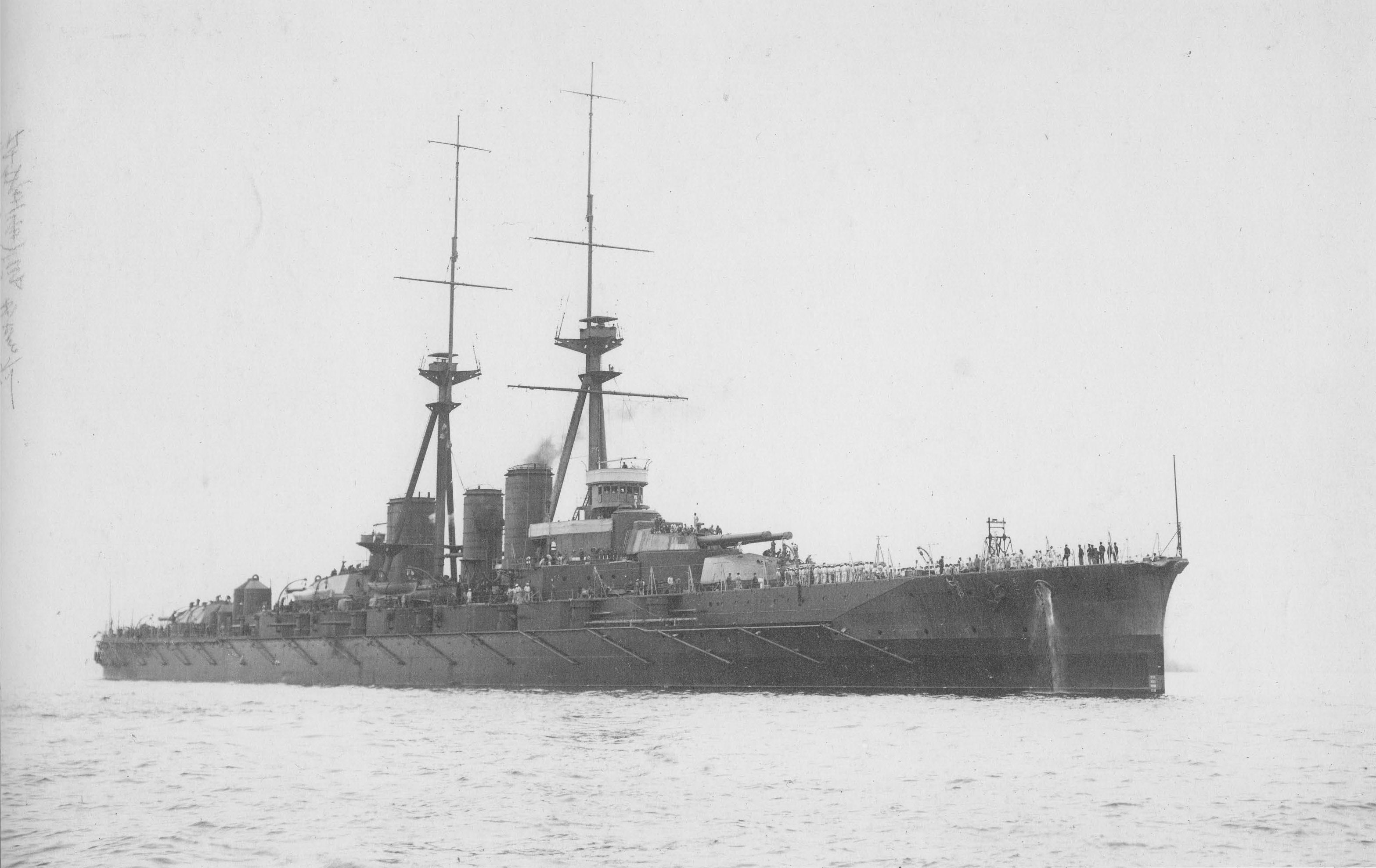
O Hiei em 23 de março de 1914

O batimento de quilha do Hiei ocorreu em 4 de novembro de 1911 no Arsenal Naval de Yokosuka. A maioria dos componentes usados na construção foram produzidos no Reino Unido. O lançamento foi em 21 de novembro de 1912, porém a equipagem só começou em dezembro de 1913. O capitão Shichitaro Takagi foi nomeado no dia 5 de dezembro como o oficial chefe encarregado da equipagem. O Hiei foi completado em 4 de agosto de 1914 e comissionado na frota japonesa no mesmo dia. Ele foi primeiro designado para servir no Distrito Naval de Sasebo, mas apenas duas semanas depois foi transferido para a Divisão de Couraçados 3 da 1.ª Frota.
A Primeira Guerra Mundial começou em 3 de agosto de 1914 e o Japão declarou guerra contra a Alemanha no dia 23, ocupando as colônias alemãs nas Ilhas Carolinas, Palau, Marshall e Marianas. O Hiei deixou Sasebo em outubro junto com o Kongō para apoiarem o Cerco de Tsingtao, porém retornaram no dia 17. Os dois navios participaram em 3 de outubro de 1915 do afundamento do antigo pré-dreadnought Iki como alvo de tiro; este era o antigo navio blindado Imperator Nikolai I da Marinha Imperial Russa, capturado em 1905 nna Guerra Russo-Japonesa. O Hiei patrulhou o litoral da China com seus irmãos Kirishima e Haruna em abril de 1916. Ele permaneceu principalmente no  Distrito Naval de Sasebo desde meados de 1917 até o fim da Primeira Guerra Mundial no final de 1918, patrulhando várias vezes os litorais chinês e coreano junto com seus irmãos.
O Japão ganhou o controle das antigas possessões alemãs no Pacífico Central pelos termos do Tratado de Versalhes. Os japoneses tinham na época boas relações com britânicos e norte-americanos, e assim o Hiei e outros navios de guerra ficaram cada vez mais inativos pós-Primeira Guerra Mundial. O navio permaneceu atracado em portos japoneses, com a exceção de uma patrulha próxima da China em março de 1919 junto com o Kirishima e o Haruna. Ele foi colocado na reserva em 13 de outubro de 1920. O Grande Sismo de Kantō ocorreu em setembro de 1923 e vários navios capitais da Marinha Imperial auxiliaram nos trabalhos de resgate até o fim do mês. O Hiei voltou para o Distrito Naval de Kure em 1.º de dezembro para manutenções que aumentaram a elevação máxima de sua bateria principal e reconstruíram seu mastro principal.

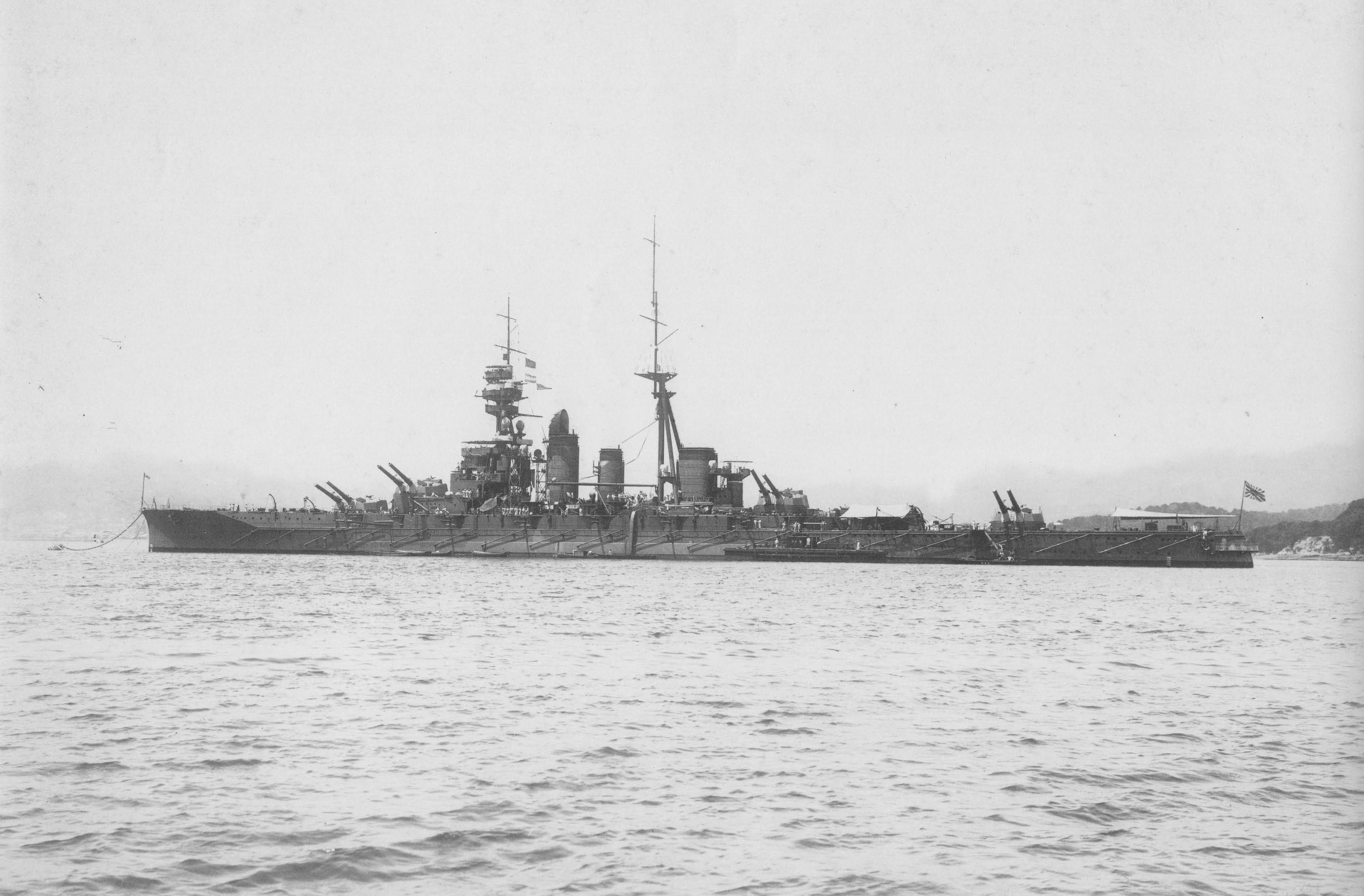
O Hiei em junho de 1926

A assinatura do Tratado Naval de Washington em 6 de fevereiro de 1922 limitou o tamanho da Marinha Imperial para uma razão de 5:5:3 com Reino Unido e Estados Unidos, significando que os japoneses poderiam ter três navios capitais para cada cinco dos britânicos e norte-americanos. Isto ocorreu porque o Japão estava limitado a um único oceano, enquanto os outros tinha acesso a dois. O Japão mesmo assim ficou com mais navios que França e Itália. O tratado também proibiu a construção de novos navios capitais até 1931, com nenhuma embarcação podendo exceder 36 mil toneladas de deslocamento. Foi permitido que navios capitais existentes fossem aprimorados com protuberâncias antitorpedo e conveses blindados, contanto que essas modificações não excedessem três mil toneladas. Na época que o tratado foi totalmente implementado, o Japão tinha três classes de navios capitais da época da Primeira Guerra Mundial: os cruzadores de batalha da Classe Kongō e os couraçados das classes Fusō e Ise.
Nobuhito, Príncipe Takamatsu e irmão do imperador Hirohito, foi designado para servir no Hiei em julho de 1927. O navio passou por uma pequena reforma em Sasebo entre outubro e novembro para acomodar dois hidroaviões Yokosuka E1Y, porém nenhuma catapulta de lançamento foi instalada. A embarcação deixou Sasebo em 29 de março de 1928 junto com o Kongō e os couraçados Nagato e Fusō para patrulharem o arquipélago chinês de Chusan, retornando para Ryojun em abril na companhia do Kongō. Ele voltou para Kure em outubro de 1929 em preparação para sua desmilitarização e reconstrução.

### Navio de treinamento

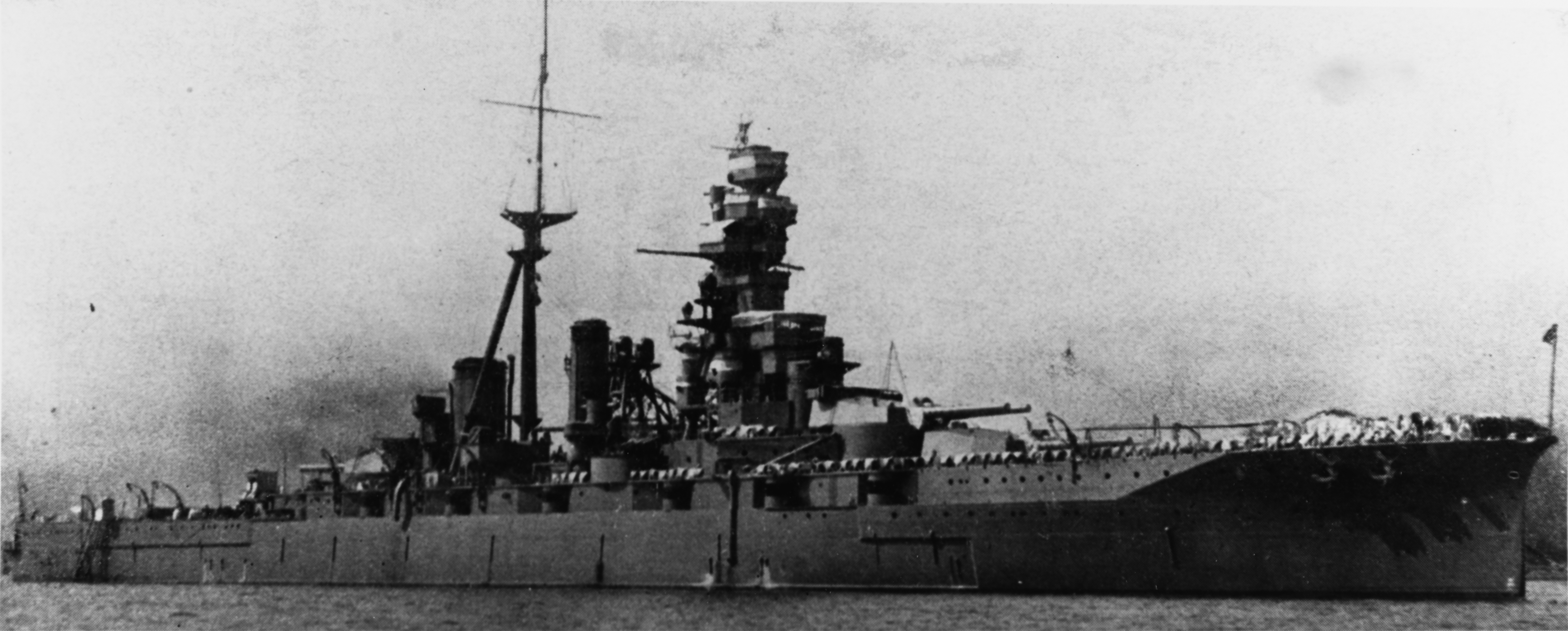
O Hiei em agosto de 1933, depois de sua conversão para navio de treinamento

A Marinha Imperial, para evitar que o Hiei fosse desmontado pelos termos do Tratado Naval de Washington, decidiu converter a embarcação em um navio de treinamento desmilitarizado. Ele entrou em uma doca seca do Arsenal Naval de Kure em 15 de outubro de 1929. Sua quarta torre de artilharia principal foi removida, assim como todos os seus oito tubos de torpedo submersos, seus canhões de 152 milímetros e seu cinturão de blindagem. Vinte e sete caldeiras também foram removidas, deixando apenas nove, o que reduziu sua velocidade máxima para dezoito nós (33 quilômetros por hora). Sua terceira chaminé foi eliminada. O Hiei foi reclassificado como navio de treinamento no final de novembro de 1929. A reconstrução foi paralisada em 24 de abril de 1930 devido à assinatura do Tratado Naval de Londres, que restringiu ainda mais a construção e posse de couraçados pelas grandes potências. Trabalhos de preservação começaram em Sasebo e a reconstrução só foi retomada em julho de 1931.
Unidades do Exército Imperial invadiram a província chinesa da Manchúria em setembro de 1931. O Hiei foi designado em dezembro de 1932 para a esquadra de treinamento da Marinha Imperial. A Sociedade das Nações considerou em 25 de fevereiro de 1933 que o Japão tinha violado a soberania da China e as leis internacionais na invasão da Manchúria. Os japoneses se recusaram a aceitar esse julgamento e saíram da organização no mesmo dia. O país também renunciou de seus compromissos com o Tratado Naval de Washington e o Tratado Naval de Londres, dessa forma eliminando todas as restrições sobre o número e tamanho de seus navios de guerra. O Hiei recebeu aprimoramentos entre 31 de maio e 13 de agosto que permitiram que ele realizasse funções regulares para o imperador, servindo como seu navio de observação durante a Revista Naval Imperial três dias depois. A embarcação serviu Hirohito novamente em novembro de 1935 durante suas visitas oficiais às prefeituras de Kagoshima e Miyazaki.

### Reconstrução

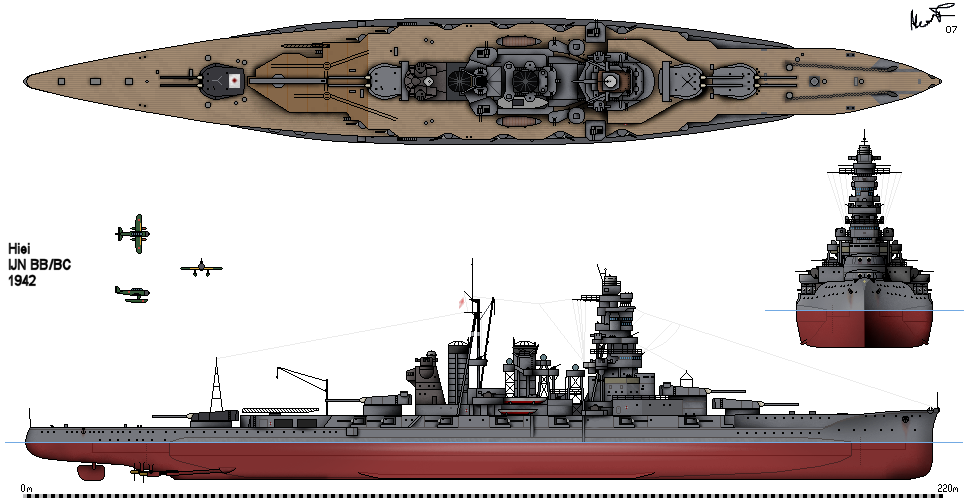
Configuração do Hiei pós-reconstrução

A Marinha Imperial prosseguiu para modernizar o Hiei da mesma maneira que tinha feito com seus irmãos. Ele recebeu onze novas caldeiras Kampon e quatro novas turbinas, enquanto sua popa foi alongada em 7,9 metros para aumentar sua velocidade. Sua quarta torre de artilharia de 356 milímetros foi reinstalada e novos sistemas de controle de disparo para toda a bateria principal foram adicionados. A elevação máxima das armas principais e secundárias foi aumentada e a embarcação recebeu hidroaviões de reconhecimento Nakajima E8N e Kawanishi E7K, com uma catapulta de lançamento sendo instalada entre as duas torres de artilharia traseiras. Catorze canhões de 152 milímetros foram reinstalados, e o Hiei também recebeu uma bateria antiárea composta por oito canhões de duplo propósito de 127 milímetros e dez canhões de 25 milímetros em montagens duplas. Sua superestrutura foi reconstruída como um protótipo de torre que depois seria usada na Classe Yamato, então ainda em projeto.
A blindagem foi amplamente melhorada. O cinturão principal foi reaplicado e fortalecido para uma espessura uniforme de 203 milímetros, enquanto anteparas diagonais de 127 a 203 milímetros de profundidade foram colocadas como reforço. A espessura da blindagem das torres de artilharia foi aumentada para 254 milímetros e placas de 102 milímetros foram instaladas em partes do convés blindado. A blindagem ao redor dos depósitos de munição também foi fortalecida. Mesmo com esses melhoramentos, a blindagem do Hiei continuou inferior a outros couraçados da época. A reconstrução foi finalizada em 31 de janeiro de 1940. Ele era agora capaz de alcançar uma velocidade máxima de 30,5 nós (56,5 quilômetros por hora), sendo reclassificado como um couraçado rápido. Ele participou em outubro de uma Revista Naval Imperial, quando foi inspecionado por Hirohito, membros da família imperial, o ministro da marinha Koshirō Oikawa e o almirante Isoroku Yamamoto. Foi designado em novembro para a Divisão de Couraçados 3 da 1.ª Frota.

### Segunda Guerra

#### Primeiras ações

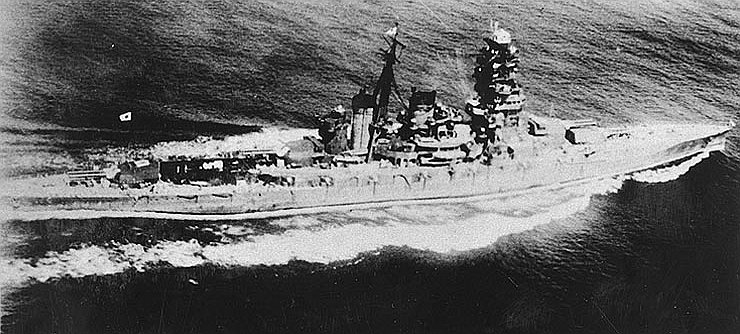
O Hiei em 11 de julho de 1942

O Hiei deixou a Baía de Hitokappu, nas Ilhas Curilas, em 26 de novembro de 1941 na companhia do Kirishima para escoltar os porta-aviões Akagi, Kaga, Sōryū, Hiryū, Shōkaku e Zuikaku da 1.ª Frota Aérea, todos sob o comando do vice-almirante Chūichi Nagumo. Essa força realizou o Ataque a Pearl Harbor em 7 de dezembro contra a Frota do Pacífico dos Estados Unidos, afundando vários couraçados e outras embarcações norte-americanas. Os japoneses retornaram para o Japão logo em seguida.
O navio deixou a base de Truk em 17 de janeiro de 1942 junto com a Divisão de Couraçados 3 para apoiar operações de porta-aviões contra Rabaul e Kavieng. Ele foi empregado em fevereiro junto com porta-aviões e contratorpedeiros em resposta a ataques norte-americanos contra bases japonesas nas Ilhas Gilbert e Ilhas Marshall. O Hiei, Kirishima e os cruzadores pesados Tone e Chikuma encontraram o contratorpedeiro USS Edsall em 1.º de março, enquanto seguiam para apoiar ataques contra Java. O Hiei abriu fogo, primeiro com sua bateria principal e depois com a secundária, porém não conseguiu acertar o alvo. O Edsall em seguida foi alvo de bombardeiros de mergulho decolados do Kaga, Sōryū e Hiryū, sendo acertado várias vezes e desabilitado, permitindo que fosse afundado pelas forças de superfície. Ao todo, o Hiei disparou 210 projéteis de 356 milímetros e setenta de 152 milímetros.
Em abril, a Divisão de Couraçados 3 juntou-se a cinco porta-aviões, dois cruzadores pesados e onze contratorpedeiros para atacar bases britânicas no Oceano Índico. Os japoneses atacaram o porto de Colombo, no Ceilão, no dia 5 de abril, enquanto hidroaviões do Tone avistaram os cruzadores britânicos HMS Dorsetshire e HMS Cornwall, ambos os quais foram afundados por ataques aéreos. Os porta-aviões atacaram Trincomalee no dia 8, mas descobriram que a frota britânica tinha partido na noite anterior. Um dos hidroaviões do Haruna avistou o porta-aviões HMS Hermes acompanhado do contratorpedeiro HMAS Vampire, e eles foram afundados por um enorme ataque aéreo.
O Hiei partiu em 27 de maio junto com o Kongō e os cruzadores pesados Atago, Chōkai, Myōkō e Haguro como parte da força que invadiria o Atol Midway. Entretanto, a Frota Combinada sofreu uma derrota desastrosa na resultante Batalha de Midway em 4 de junho e quatro porta-aviões foram afundados, com a força recuando para o Japão.

#### Guadalcanal
O navio partiu em agosto em direção das Ilhas Salomão na companhia do Kirishima, três porta-aviões, três cruzadores e onze contratorpedeiros em resposta à invasão norte-americana de Guadalcanal. A embarcação escoltou o Shōkaku durante a Batalha das Salomão Orientais, travada entre os dias 24 e 25. O Hiei partiu no início de outubro para proporcionar cobertura distante enquanto seus irmãos Kongō e Haruna bombardearam o aeroporto norte-americano de Campo Henderson, em Guadalcanal, na noite de 13 de outubro. Entre 26 e 30 de outubro os quatro membros da Classe Kongō participaram da Batalha das Ilhas Santa Cruz, novamente na escolta de porta-aviões.

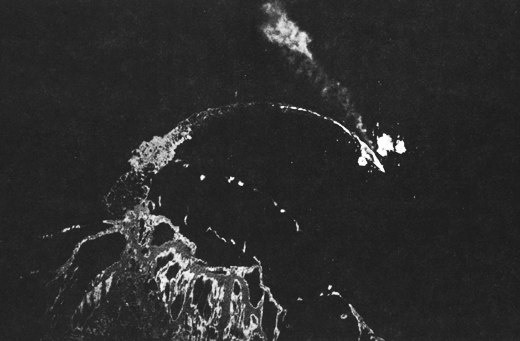
O Hiei, danificado e vazando óleo combustível, em 13 de novembro de 1942 na Primeira Batalha Naval de Guadalcanal

O couraçado deixou Truk em 10 de novembro junto com o Kirishima e onze contratorpedeiros, todos sob o comando do contra-almirante Hiroaki Abe, com o objetivo de bombardear posições norte-americanas próximas do Campo Henderson em antecipação a um grande comboio de tropas japonesas. A força foi avistada por aeronaves de reconhecimento da Marinha dos Estados Unidos vários dias antes. Os norte-americanos empregaram uma força de dois cruzadores pesados, três cruzadores rápidos e oito contratorpedeiros sob o comando do contra-almirante Daniel J. Callaghan para interceptá-los. A força japonesa foi detectada pelo cruzador rápido USS Helena à 1h24min de 13 de novembro a uma distância de 26 quilômetros. Os couraçados estavam com projéteis explosivos carregados em sua bateria principal para bombardear o aeroporto, pois Abe não tinha antecipado resistência.
O Hiei ligou seus holofotes à 1h50min e abriu fogo contra o cruzador rápido USS Atlanta, iniciando a Primeira Batalha Naval de Guadalcanal. O Atlanta destruiu os holofotes do couraçado, porém o Hiei acertou e desabilitou o cruzador com disparos de sua bateria principal. O Hiei e Kirishima em seguida desabilitaram dois contratorpedeiros. Entretanto, o Hiei acabou virando o alvo da maioria dos navios norte-americanos, com sua superestrutura sendo seriamente danificada. O contratorpedeiro USS Laffey conseguiu acertar sua ponte de comando, ferindo Abe e matando seu chefe do estado-maior, o capitão Masakane Suzuki. O Kirishima conseguiu evitar o ataque e danificar o cruzador pesado USS San Francisco, matando Callaghan. Todavia, disparos do Kirishima desabilitaram os maquinários de direção do Hiei.
Abe ordenou que seus navios recuassem às 2h00min. O Kirishima tentou rebocar o Hiei, porém os compartimentos de direção do Hiei inundaram, travando seu leme para estibordo e forçando-o a navegar em círculos. O navio foi alvo de ataques de bombardeiros Boeing B-17 Flying Fortress durante a manhã do dia 13. Ele continuou a navegar em círculos a uma velocidade de cinco nós. Dois torpedos lançados por torpedeiros Grumman TBF Avenger acertaram a embarcação às 11h30min. O Hiei foi acertado por mais torpedos e bombas no decorrer do dia até que sua tripulação finalmente recebesse ordens para abandonar o navio, com os contratorpedeiros de escolta afundando-o com torpedos. Ele afundou em algum momento da tarde de 13 de novembro com 188 mortos, sendo o primeiro couraçado japonês perdido na Segunda Guerra Mundial. Seus destroços foram encontrados em 31 de janeiro de 2019 pelo navio de pesquisa RV Petrel, estando de ponta-cabeça a um quilômetro de profundidade.

### Citações
1. 1 2 3 4   «Kongo-class Battleship». Combined Fleet. Consultado em 16 de maio de 2021
2. 1 2 3   Gardiner & Gray 1985, p. 234
3. 1 2 3   Jackson 2008, p. 27
4. ↑   Lengerer 2012, p. 145
5. ↑   Lengerer 2012, p. 156
6. ↑   Lengerer 2012, p. 152
7. 1 2   Moore 1990, p. 165
8. 1 2 3 4 5 6 7 8 9 10 11 12 13 14 15 16 17 18 19 20 21   Hackett, Bob; Kingsepp, Sander; Ahlberg, Lars (1.º de maio de 2017). «IJN Battleship Hiei: Tabular Record of Movement». Combined Fleet. Consultado em 20 de março de 2021
9. ↑   McLaughlin 2003, pp. 44–45
10. ↑   Willmott 2002, p. 22
11. ↑   Jackson 2000, p. 67
12. ↑   Jackson 2000, p. 68
13. ↑   Jackson 2000, p. 69
14. 1 2   Stille 2008, p. 16
15. ↑   Jackson 2000, p. 72
16. 1 2   Willmott 2002, p. 35
17. ↑   Stille 2008, p. 18
18. 1 2 3 4 5 6   Stille 2008, p. 19
19. ↑   McCurtie 1989, p. 185
20. ↑   Jackson 2000, p. 119
21. ↑   Jackson 2000, p. 120
22. ↑   Schom 2004, p. 296
23. ↑   Frank 1990, pp. 167–172
24. ↑   Schom 2004, p. 382
25. ↑   Hammel 1988, pp. 99–107
26. ↑   Schom 2004, p. 414
27. 1 2   Schom 2004, p. 415
28. 1 2   Stille 2008, p. 20
29. ↑   Schom 2004, p. 417
30. ↑   «IJN Hiei». RV Petrel. Consultado em 24 de maio de 2021